# 3월 19일
3월 19일은 그레고리력으로 78번째(윤년일 경우 79번째) 날에 해당한다.

## 사건
- 1279년 - 애산 전투에서 원나라가 남송을 이겨, 남송 멸망.
- 1952년 - 대한민국, 광무신문지법(光武新聞紙法) 폐기.
- 1960년 - 대한민국의 3·15 부정선거와 관련하여 AP 기자는 대한민국 민주주의를 ‘고목에 핀 곰팡이’라고 논평한다.
- 1975년 - 대한민국, 조선민주주의인민공화국이 판 제2땅굴 발견.
- 1981년 - 대한민국, 한국청소년연맹 발족.
- 1982년 - 대한민국, 서울 올림픽 범시민추진위 구성.
- 1993년 - 대한민국, 비전향 장기수 리인모 북송.
- 1995년 - 미국, 우주왕복선 엔데버호 16일 15시간의 최장 체류 기록 세우고 귀환
- 2001년 - 대한민국과 유럽 안보 협력 기구(OSCE)가 공동 주관하는 한-OSCE 회의 2001 개막．
- 2013년 - 266대 로마 가톨릭 교황 프란치스코가 즉위하였다.
- 2016년 - 터키 이스탄불 도심에서 폭탄테러가 발생하여 5명이 사망하고 36명이 부상을 입었다.

## 문화
- 1412년 - 한국, 조선 초기 한양에 행랑 건축.
- 1962년 - 대한민국, 한국 원자력 연구소 '제3의 불' 점화 성공.
- 1989년 - 대한민국, 이열우 WBC 라이트플라이급 세계챔피언 획득.
- 1990년 - MBC FM4U에서 배철수의 음악캠프 방송 시작.
- 1991년 - 대한민국 이해방 박사, 인슐린 피부투여법을 세계최초 개발하다.
- 1999년 - 대한민국 서울특별시, 버스 토큰 판매 금지.
- 2004년 - 대한민국 다큐멘터리 사상 최초로 선댄스 영화제 '표현의 자유상'을 수상한 《송환》이 개봉.
- 2007년 - 대한민국의 상생방송 개국.
- 2009년 - 마이크로소프트에서 인터넷 익스플로러 8이 출시되었다. (지원 운영 체제 : 윈도우 XP 서비스팩 3, 윈도우 비스타 서비스팩 1/2, 윈도우 7 RTM/서비스팩 1)
- 2011년 - 하남BRT 개통.
- 2014년 - 대한민국, 철도안전법 폐지로 철도 차량의 내구 연한 규정 폐지.
- 2015년 - 걸그룹 CLC 데뷔.
- 2016년 - 대구삼성라이온즈파크 개장.
- 2022년 - 서울 지하철 4호선이 기존 당고개역에서 진접역까지 연장 · 개통되었다.

## 탄생
- 1206년 - 오고타이 칸의 장남이자 몽골 제국의 3대 대칸 귀위크 칸. (~1248년)
- 1813년
  - 스코틀랜드의 탐험가 데이비드 리빙스턴. (~1873년)
  - 중국의 정치가 겸 사상가 캉유웨이. (~1927년)
- 1835년 - 조선 말, 대한제국의 정치인, 서예가 김성근. (~1919년)
- 1873년
  - 독일의 작곡가 막스 레거. (~1916년)
  - 중국의 군벌 장쭤린. (~1928년)
- 1879년 - 독일의 작곡가 요제프 하스. (~1960년)
- 1899년 - 대한민국의 산수, 동양화가 변관식. (~1976년)
- 1901년 - 대한민국의 기업인 설경동. (~1974년)
- 1903년 - 대한민국의 독립운동가 임천택. (~1985년)
- 1905년 - 이해선. (~1983년)
- 1906년 - 나치는 독일의 군인 아돌프 아이히만. (~1962년)
- 1921년
  - 대한민국의 모더니즘 시인 김종삼. (~1984년)
  - 영국의 희극인 토미 쿠퍼. (~1984년)
- 1927년 - 대한민국의 정치인 강재구. (~1989년)
- 1928년 - 스위스의 진보적 가톨릭 신학자 한스 큉. (~2021년)
- 1930년 - 미국의 연주가, 작곡가 오넷 콜먼. (~2015년)
- 1931년 - 대한민국의 군인 출신 정치인, 행정가 김운용. (~2017년)
- 1933년 - 미국의 소설가 필립 로스. (~2018년)
- 1936년 - 스위스의 배우 우르줄라 안드레스.
- 1937년 - 구 동독 정치인 에곤 크렌츠.
- 1938년 - 대한민국의 미술가 하태진. (~2024년)
- 1944년 - 대한민국의 첼로 연주자 정명화.
- 1945년 - 대한민국의 기업인 박삼구.
- 1947년
  - 대한민국의 소설가 김홍신.
  - 미국의 배우 글렌 클로스.
- 1948년 - 대한민국의 공무원 유영.
- 1952년
  - 덴마크의 전직 축구 선수 올레 라스무센.
  - 미국의 영화 감독, 영화 프로듀서 하비 와인스틴.
- 1953년 - 미국의 뮤지션 빌리 시언.
- 1954년 - 대한민국의 축구 선수 조광래.
- 1955년
  - 미국의 영화 배우 브루스 윌리스.
  - 미국의 식물생물학자 조안 코리. (~2024년)
  - 홍콩의 배우 임달화.
- 1956년 - 대한민국의 시사 만화가 신경무.
- 1957년 - 이탈리아의 배우 클라우디오 비시오.
- 1958년 - 일본의 성우 나카타 가즈히로.
- 1959년 - 영국의 음악가 테리 홀. (~2022년)
- 1960년 - 대한민국의 기업인 이재현.
- 1961년 - 노르웨이의 전 축구 선수 루네 브라체트.
- 1962년
  - 대한민국의 정치인 전효선.
  - 몽골의 권투 선수 네르구잉 엥흐바트. (~2022년)
- 1964년 - 일본의 작곡가 칸노 요코.
- 1969년 - 대한민국의 전 야구 선수, 현 야구 코치 김민호.
- 1970년
  - 대한민국의 뮤지컬 배우 김미혜.
  - 스페인의 전 축구 선수, 현 축구 코치 아벨라르도 페르난데스.
  - 대한민국의 가수 겸 작사가 최선원.
- 1972년 - 대한민국의 배우 이준혁.
- 1973년
  - 대한민국의 야구 선수 이정길.
  - 대한민국의 성우 김석환.
  - 오스트레일리아의 배우 시몬 제이드 매키넌.
- 1975년
  - 대한민국의 정치인 허숙정.
  - 대만의 가수 겸 배우 비비언 수.
- 1976년
  - 대한민국의 배우 강재은.
  - 대한민국의 성우 신용우.
  - 대한민국의 배우 주석태.
  - 미국의 영화 감독 니컬러스 스톨러.
  - 이탈리아의 축구 선수 알레산드로 네스타.
  - 카자흐스탄의 권투 선수 무흐타르한 딜다베코프.
- 1977년
  - 일본의 전 프로 레슬링 선수 기무라 교코.
  - 미국의 야구 선수 데이비드 로스.
- 1978년
  - 미국의 래퍼 제드 (디베이스).
  - 오스트레일리아의 싱어송라이터, 배우 렌카.
- 1980년 - 대한민국의 가수 한경일.
- 1981년
  - 대한민국의 배우 김래원.
  - 대한민국의 배우 강래연.
  - 대한민국의 가수 김태형 (클릭비).
  - 코트디부아르 전 축구 선수 콜로 투레.
- 1982년 - 대한민국의 성우 전상조.
- 1983년
  - 대한민국의 모델 배우 배정남.
  - 미국의 프로레슬링 선수 맷 사이달.
- 1984년 - 대한민국의 기자 이지은.
- 1985년
  - 스웨덴의 축구 선수 카롤리네 세게르.
  - 대한민국의 전 축구 선수 서홍준.
- 1986년 - 대한민국의 저자와 작가 김광희. (~2016년)
- 1987년
  - 대한민국의 가수, 배우 이주연 (애프터스쿨).
  - 미국의 전 프로레슬링 선수 AJ 리.
- 1988년
  - 대한민국의 농구 선수 김현호.
  - 대한민국의 레이싱 모델 장은정.
  - 러시아의 배구 선수 막심 미하일로프
  - 미국의 야구 선수 클레이턴 커쇼.
- 1989년
  - 일본의 배우, 가수 코바야시 유타카.
  - 미국의 사격 선수 빈센트 핸콕.
  - 대한민국의 치어리더 김다희.
- 1990년
  - 대한민국의 야구 선수 장민재.
  - 대한민국의 가수 겸 전 축구 선수 구자명.
- 1991년
  - 일본의 가수 사쿠라 모코 (허니팝콘).
  - 대한민국의 전직 스타크래프트 프로게이머 황경영.
  - 대한민국의 가수 신윤아.
  - 브라질의 육상 선수 카이우 본핑.
- 1992년 - 대한민국의 씨름 선수 최성환.
- 1993년
  - 벨기에의 축구 선수 테사 뷜라르트.
  - 모로코의 축구 선수 하킴 지야시.
  - 대한민국의 힙합 프로듀서 코스믹보이.
  - 아르헨티나의 축구 선수 왈테르 다니엘 베니테스.
  - 대한민국의 가수 김도마. (~2021년)
- 1994년 - 대한민국의 전 래퍼 하이탑.
- 1995년
  - 스페인의 축구 선수 엑토르 베예린.
  - 대한민국의 모델, 배우 양유진.
- 1996년 - 대한민국의 가수 윤성.
- 1997년 - 대한민국의 배우 곽동연.
- 1998년
  - 일본의 가수, 아이돌 미야와키 사쿠라.
  - 미국의 배우 케일리 카원.
- 1999년 - 대한민국의 배우 정수환.
- 2000년 - 대한민국의 가수 신영.
- 2001년
  - 대한민국의 뮤지컬 배우 이재림.
  - 대한민국의 가수 박진오.
  - 대한민국의 가수 은석.
- 2002년 - 대한민국의 쇼트트랙 선수 장성우.
- 2005년
  - 대한민국의 배우 김현서.
  - 대한민국의 바둑 기사 최은규.
- 2007년 - 대한민국의 가수 정동원.
- 2008년 - 대한민국의 피겨스케이팅 선수 신지아.
- 2025년 - 대한민국의 전설 정세르피르.

## 사망
- 1279년 - 남송의 제9대 황제 마지막 황제 남송 소제. (1272년~)
- 1406년 - 중세 이슬람의 역사가, 정치인 이븐 할둔. (1332년~)
- 1589년 - 조선의 시인, 화가, 작가 허난설헌. (1563년~)
- 1614년 - 조선 선조의 왕자 영창대군.
- 1687년 - 프랑스의 탐험가, 연구원 르네 로베르 카벨리에 드 라 살. (1643년~)
- 1721년 - 제243대 로마의 교황 교황 클레멘스 11세. (1649년~)
- 1822년 - 프랑스의 교육자 발랑탱 아우이. (1745년~)
- 1884년 - 핀란드의 문헌학자 엘리아스 뢴로트. (1802년~)
- 1982년 - 영국의 기타리스트 랜디 로즈. (1956년~)
- 1934년 - 조선 후기의 정치인, 군인, 관료 권중현. (1854년~)
- 1992년 - 대한민국의 첫번째 영부인 프란체스카 도너. (1900년~)
- 2008년 - 영국의 작가 아서 C. 클라크. (1917년~)
- 2018년 - 스코틀랜드의 추기경 키스 오브라이언. (1938년~)
- 2020년
  - 대한민국의 모델 이치훈. (1988년~)
  - 베트남의 군인 레민다오. (1933년~)
- 2021년 - 대한민국의 가수 김도마. (1993년~)
- 2022년 - 오스트레일리아의 영화배우 앨런 홉굿. (1934년~)
- 2023년 - 대한민국의 야구 선수 권기홍. (1961년~)
- 2024년 - 미국의 영화배우 M. 에멧 월시. (1935년~)
- 2025년 - 대한민국의 기업인 오한구. (1934년~)

## 기념일
- 아버지날: 스페인, 포르투갈, 벨기에, 이탈리아, 온두라스, 볼리비아
- 미나 칸트(Minna Canth) 탄생일: 핀란드
- 바티칸 시국: 성 요셉 대축일

## 같이 보기
- 전날: 3월 18일 다음날: 3월 20일 - 전달: 2월 19일 다음달: 4월 19일
- 음력: 3월 19일
- 모두 보기